# Fonèvol
Un fonèvol és una arma de setge medieval, com un trabuquet, però més petit, emprada per a destruir muralles o per a llançar projectils sobre els murs i derruir-los.

## Funcionament

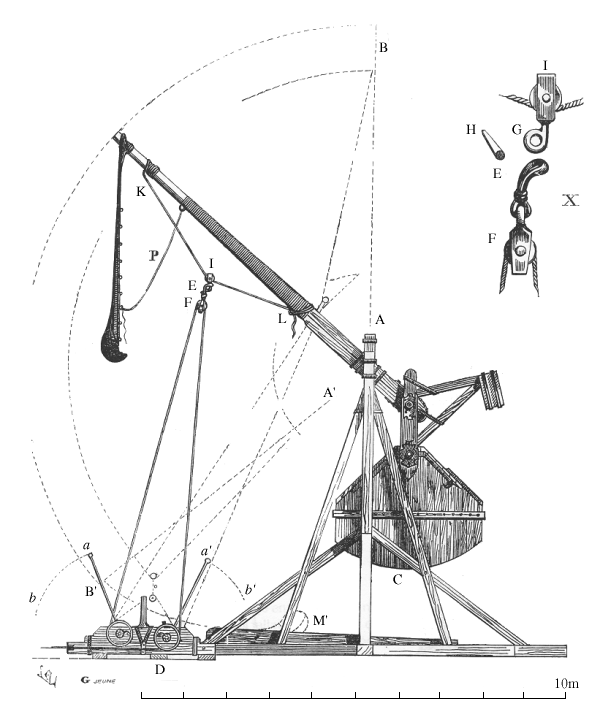
Diagrama d'un fonèvol

Un fonèvol està format per una biga o barra de fusta subjecta a una armadura que la manté elevada del sòl. El punt de suport de la biga (usualment un eix) està col·locat a la part superior de la carcassa. Del braç curt de la barra, hi ha suspès un contrapès i del braç llarg una fona. La fona té un extrem lligat a la biga i un extrem lliure amb un llaç on s'enganxa la bossa del projectil.

## Història
Amb el nom de fundibulum apareixen en les cròniques emprats per Abd-al-Màlik ibn Mughith el 793, en la seva campanya que assetjà Girona i Narbona, i pels francs en la conquesta de Barshiluna i els setges de Turtuixa del 808 i el Turtuixa del 809.
Els fonèvols construïts a Osca van ajudar Jaume el Conqueridor en la conquesta del Regne de València i en la conquesta de Mallorca, i anys més tard, Ferran d'Antequera els va usar en el setge de Balaguer durant la revolta del comte d'Urgell.